# Back to Basics (Christina Aguilera)
Back to Basics è il quinto album in studio della cantante pop statunitense Christina Aguilera, pubblicato il 10 agosto 2006 dall'etichetta discografica RCA.
L'album, influenzato da sonorità jazz, soul e blues degli anni venti, trenta e quaranta, si avvale della collaborazione dell'autrice Linda Perry, che ne ha curato la produzione insieme a DJ Premier, Mark Ronson e Big Thank, ed è stato inciso utilizzando un'orchestra, un coro, un quintetto d'archi ed una sezione fiati jazz e tutte le tecniche che potessero ricreare un'atmosfera, una sensibilità ed un sound molto vintage. Il singolo apripista è stato Ain't No Other Man, seguito dalla ballata Hurt e da Candyman. Altri singoli estratti da questo disco sono stati Slow Down Baby e Oh Mother. L'album ha venduto 5 milioni di copie in tutto il mondo.

## Descrizione
Secondo le dichiarazioni della Aguilera e del suo team di produzione, Back to Basics trae ispirazione dalle sonorità jazz, soul e blues degli anni '20, '30 e '40, mentre i critici intravedono maggiori somiglianze con il pop e l'R&B degli anni '60, '70 e '80. Il primo disco effettivamente presenta un sound più moderno, contenente elementi urban e hip hop. Al contrario, il secondo disco, interamente prodotto da Linda Perry, si discosta dalle sonorità moderne e presenta un sound maggiormente incentrato sul blues, lo swing e il jazz, nonostante alcuni critici individuino accenni di soft rock nella traccia Welcome e di country rock nella traccia Save me from Myself. Entrambi i CD presentano anche elementi gospel rispettivamente nella traccia Makes Me Wanna Pray del primo disco e in Mercy on Me del secondo.  Il CD1 contiene brani maggiormente funk e dance, il CD2 contiene brani ispirati maggiormente, oltre che ai già citati jazz e swing, al teatro musicale classico americano.

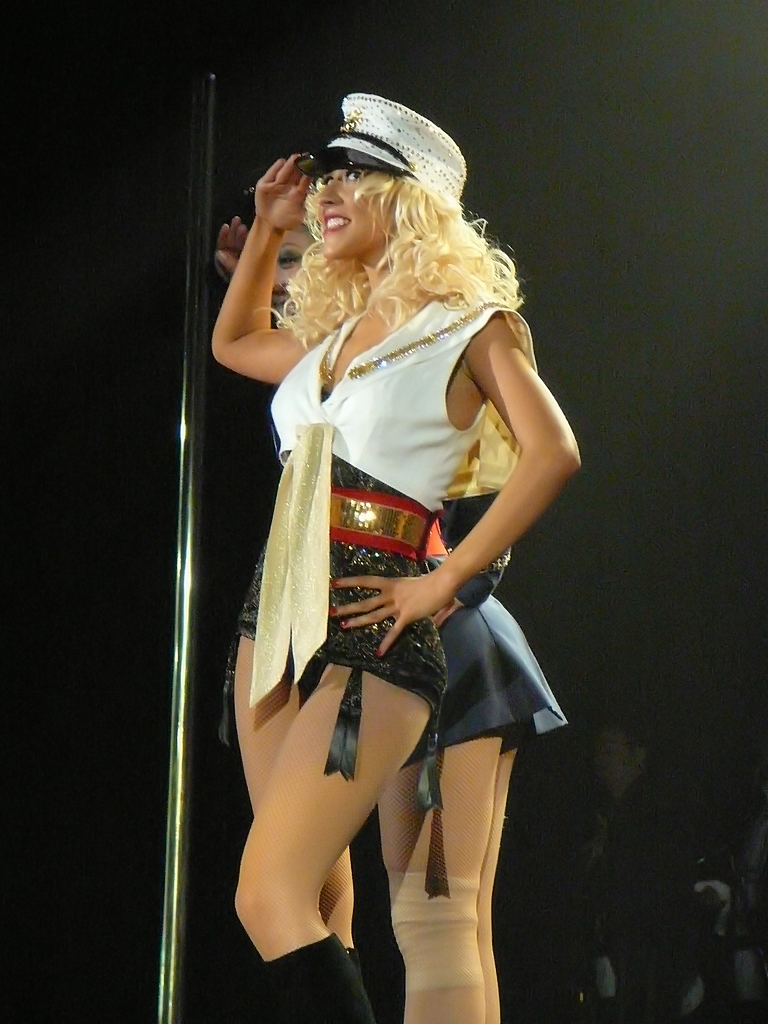
Christina Aguilera si esibisce in Candyman durante il Back to Basics Tour (2007).

La maggior parte dei testi di Back to Basics traggono ispirazione dalle esperienze personali della cantante. La canzone Oh Mother parla del padre violento della Aguilera ed è stata paragonata alle canzoni Oh Father di Madonna e I'm Ok della stessa Aguilera. Numerose sono le tracce ispirate dal recente matrimonio della cantante con Jordan Bratman: Makes Me Wanna Pray, Ain't No Other Man, Save Me from Myself e The Right Man. Lo stile musicale dell'album viene celebrato nella canzone Back in the Day, in cui vengono citati artisti soul e jazz tra cui Etta James, Marvin Gaye, John Coltrane e Aretha Franklin. La traccia F.U.S.S. (sigla di "Fuck You Scott Storch"), è un'invettiva contro il precedente produttore della cantante. In Slow Down Baby la cantante si rivolge a un "lussurioso" uomo, invitandolo a lasciarla in pace. Still Dirrty rappresenta un seguito del singolo del 2002 Dirrty, in cui ancora una volta l'Aguilera esprime la sua indipendenza sessuale. La canzone conclusiva del primo disco, Thank You (Dedication to Fans...), parla del rapporto tra la cantante e i suoi fan e contiene registrazioni inviatele dai fan stessi che le spiegano ciò che la sua musica rappresenta per loro.

## Accoglienza
| Recensione           | Giudizio |
| -------------------- | -------- |
| AllMusic             |          |
| Entertainment Weekly | B+       |
| The Guardian         |          |
| PopMatters           | 7/10     |
| Rolling Stone        |          |
| Slant Magazine       |          |
| Stylus Magazine      | B        |

Back to Basics ha ricevuto per la maggiore critiche positive, nonostante molti recensionisti abbiano disapprovato la scelta di pubblicare un doppio album. Stephen Thomas Erlewine di AllMusic ha dato quattro stelle e mezzo su cinque all'album e lo ha definito accattivante, emozionante e unico, indicando come probabili influenze Etta James, Billie Holiday ed Aretha Franklin. Ha inoltre aggiunto che alcune sonorità sembrano aver avuto ispirazione da una fusione di Madonna e Fiona Apple. Ha criticato la scelta di rendere Back to Basics un album doppio, e in particolare lo stile del secondo disco, che ha fallito nel sembrare un vecchio lavoro jazz per via degli «istinti troppo moderni di Aguilera».
Jody Rosen di Entertainment Weekly ha concordato anch'esso sulle influenze derivare da James e Holiday: «Ha aggiunto al suo repertorio di ballate canzoni da saloon, condito i suoi testi con urli a grandi del jazz e del blues come Billie Holiday ed Etta James, e non ha fatto mistero del fatto che vuole un posto nel pantheon.» Ma ha precisato che «Aguilera non ha la gravitas delle sue eroine» e il suo modo di cantare il blues è «rigido e manierato». Ha concluso la recensione definendo l'album «degno di rispetto» e conferendogli una B+.
Jenny Eliscu di Rolling Stone ha apprezzato lo stile dell'album ma nel complesso il doppio album è «eccessivo e arrogante, prova che ventidue canzoni sono dieci di troppo per Aguilera. In un disco, l'album sarebbe stato a dir poco magistrale».
Sal Cinquemani di Slant Magazine ha scritto che Aguilera con questo album ha confermato qualcosa che ha cercato di mettere in chiaro dall'inizio della sua carriera, cioè «che lei non è un'altra clone di Britney» e «è decisa a dimostrare che una donna può essere sia sessualmente espressiva che talentuosa». Ha elogiato la produzione che ha dato all'album una certa rilevanza moderna; ha definito Back to Basics «più coerente rispetto al suo predecessore» e «uno degli album pop più interessanti e ambiziosi degli ultimi tempi».

## Tracce
CD1 (RCA 82876896342 (Sony BMG) / EAN 0828768963425)
1. Intro (Back to Basics) – 1:47 (Christina Aguilera, Rick Darnell, Kara DioGuardi, Roy Hawkins)
2. Makes Me Wanna Pray (feat. Steve Winwood) – 4:10 (Christina Aguilera, Rich Harrison, Steve Winwood, Kara DioGuardi)
3. Back in the Day – 4:13 (Don Costa, Christina Aguilera, Jimmy Castor, Harry Jensen, Chris E. Martin, Langdon Fridle jr, Douglas Gibson, Robert Manigault, Gerald Thomas, Kara DioGuardi)
4. Ain't No Other Man – 3:48 (Christina Aguilera, Harold Beatty, Chris E. Martin, Charles Roane, Kara DioGuardi)
5. Understand – 3:46 (Christina Aguilera, Kwame Holland, Allen Toussaint, Kara DioGuardi)
6. Slow Down Baby – 3:29 (Christina Aguilera, Mark Ronson, Curtis Jackson, Raymond Angry, William Gnest, Edward Patton, Gladys Knight, Marvin Bernard, Michael Harper, Merald Knight, Kara DioGuardi)
7. Oh Mother – 3:46 (Christina Aguilera, Bruno Coulais, Cristophe Barratier, Derryck Thornton, Mark Rankin, Liz Thornton, Kara DioGuardi)
8. F.U.S.S. – 2:21 (Christina Aguilera, Charles Roane, Kara DioGuardi)
9. On Our Way – 3:36 (Christina Aguilera, Derryck Thornton, Mark Rankin, Liz Thornton, Kara DioGuardi)
10. Without You – 3:56 (Christina Aguilera, Mark Ronson, Rob Lewis, Kara DioGuardi)
11. Still Dirrty – 3:46 (Christina Aguilera, Chris E. Martin, Kara DioGuardi)
12. Here to Stay – 3:19 (Christina Aguilera, Heather Holley, Tony Reyes, Ben H. Allen, George Henry Jackson)
13. Thank You (Dedication to Fans) – 4:58 (Steve Kipner, David Frank, Christina Aguilera, Pamela Sheyne, Chris E. Martin, Kara DioGuardi)

Durata totale: 46:55
CD2
1. Enter the Circus – 1:42 (Linda Perry, Christina Aguilera)
2. Welcome – 2:42 (Linda Perry, Christina Aguilera, Mark Ronson, Paul Ill)
3. Candyman – 3:14 (Linda Perry, Christina Aguilera)
4. Nasty Naughty Boy – 4:45 (Linda Perry, Christina Aguilera)
5. I Got Trouble – 3:44 (Linda Perry, Christina Aguilera)
6. Hurt – 4:03 (Linda Perry, Christina Aguilera, Mark Ronson)
7. Mercy On Me – 4:33 (Linda Perry, Christina Aguilera)
8. Save Me From Myself – 3:13 (Bill Bottrell, Linda Perry, Christina Aguilera)
9. The Right Man – 3:51 (Linda Perry, Christina Aguilera)
10. Extra: Bonus Video

Durata totale: 31:47
Versione con il DVD
Una versione speciale, con un DVD, è stata resa disponibile nel 2006, chiamata Back to Basics and Beyond:
1. Back to Basics: Documentary
2. Ain't No Other Man (Video)
3. Ain't No Other Man (Remix Video)
4. Hurt (Video)
5. Hurt (MTV VMA Performance)
6. Behind the Scene: Album Photo Shoot

Back to Basics EP
Sempre nel 2006 è stato messo in commercio, per il solo mercato europeo, un EP promozionale in formato vinile contenente sei tracce.
Lato A
1. Back in the Day
2. Ain't No Other Man
3. Slow Down Baby

Lato B
1. Without You
2. Still Dirrty
3. Thank You (Dedication to Fans)

## Classifiche
| Classifica (2006) | Posizione massima |
| ----------------- | ----------------- |
| Australia         | 1                 |
| Austria           | 1                 |
| Belgio (Fiandre)  | 2                 |
| Belgio (Vallonia) | 4                 |
| Danimarca         | 2                 |
| Finlandia         | 6                 |
| Francia           | 10                |
| Germania          | 1                 |
| Italia            | 3                 |
| Norvegia          | 4                 |
| Nuova Zelanda     | 2                 |
| Paesi Bassi       | 1                 |
| Polonia           | 9                 |
| Portogallo        | 26                |
| Regno Unito       | 1                 |
| Stati Uniti       | 1                 |
| Spagna            | 5                 |
| Svezia            | 2                 |
| Svizzera          | 1                 |
| Ungheria          | 3                 |

### Classifiche di fine anno
| Classifiche di fine anno del 2006 | Posizione |
| --------------------------------- | --------- |
| Australia                         | 45        |
| Austria                           | 27        |
| Belgio (Fiandre)                  | 43        |
| Messico                           | 54        |
| Paesi Bassi                       | 42        |
| Regno Unito                       | 56        |
| Stati Uniti                       | 59        |
| Svezia                            | 37        |
| Svizzera                          | 16        |
| Ungheria                          | 63        |
| Classifiche di fine anno del 2007 | Posizione |
| Australia                         | 34        |
| Austria                           | 43        |
| Belgio (Fiandre)                  | 85        |
| Belgio (Vallonia)                 | 92        |
| Francia                           | 109       |
| Paesi Bassi                       | 88        |
| Stati Uniti                       | 73        |
| Svizzera                          | 53        |